# Albert Borschette

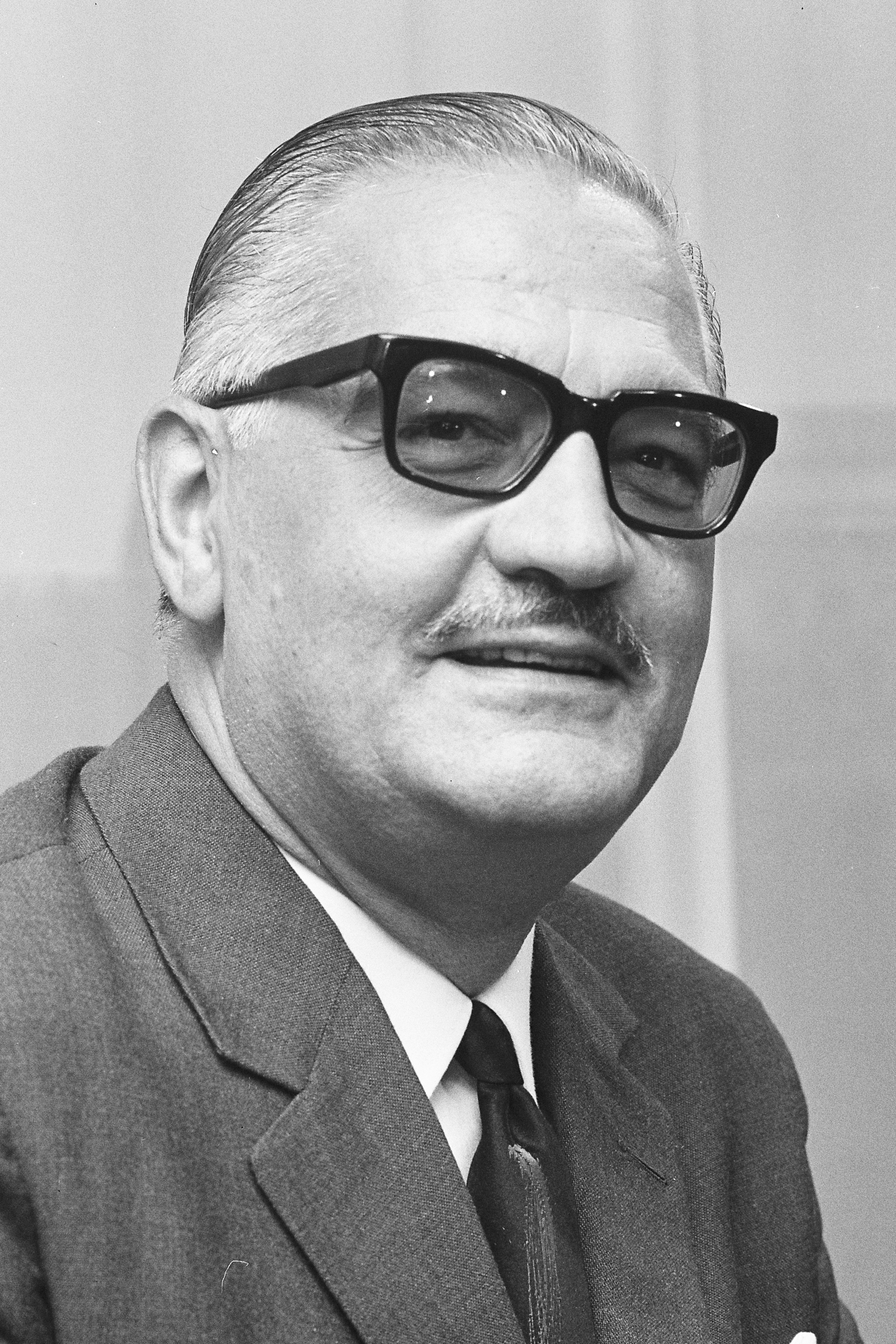
Albert Borschette (1970)

Albert Borschette (* 14. Juni 1920 in Diekirch; † 8. Dezember 1976 in Brüssel) war ein luxemburgischer Diplomat, EG-Kommissar, Schriftsteller und Literaturkritiker.

## Leben
Albert Borschette studierte Literaturwissenschaft und betätigte sich seit 1938 als Literaturkritiker, als er von der Wehrmacht zwangsrekrutiert und an der Ostfront eingesetzt wurde. Durch Vortäuschung von Krankheit gelang ihm die Flucht nach Luxemburg, wo er bis zur Befreiung von der deutschen Besatzung im Untergrund lebte. Nach dem Krieg setzte Borschette sein Studium in Aix-en-Provence, Innsbruck, München und Paris fort; 1951 wurde er mit einer Arbeit über Die französischen Schriftsteller des 19. und 20. Jahrhunderts als nationale Erzieher und Verantwortungsträger promoviert. Er trat zudem 1945 auf Anraten Joseph Bechs als Presseattaché in den Dienst des Außenministeriums, war von 1947 bis 1949 Leiter der luxemburgischen Mission für die französische Besatzungszone in Baden-Baden und anschließend ein Jahr lang Mitglied der luxemburgischen Mission beim Alliierten Kontrollrat in Berlin.
Nach Tätigkeiten als Legationssekretär, später Legationsrat in Bonn (1950–1953) und Brüssel (1953–1956) war Borschette 1956/57 beigeordneter Leiter der luxemburgischen Delegation bei den Verhandlungen zur Europäischen Wirtschaftsgemeinschaft (EWG) und Europäischen Atomgemeinschaft (Euratom). Daraufhin war er von 1958 bis 1970 war der Ständige Vertreter Luxemburgs bei den Europäischen Gemeinschaften in Brüssel.
1970 wurde er Europäischer Kommissar für Regionalpolitik, Wettbewerb und Haushalt in den Kommissionen Franco Maria Malfatti und Sicco Mansholt.
Nach 1973 blieb er nur noch für Wettbewerb zuständig in der Kommission Francois-Xavier Ortoli. Dies blieb er bis 1976, bis er dann im selben Jahr starb. Er war das bislang einzige Mitglied der Europäischen Kommission, gegen das ein Amtsenthebungsverfahren durchgeführt werden musste, doch dies nicht wegen einer Verfehlung, sondern weil er als (zunächst) Komapatient die Voraussetzungen für das Amt nicht mehr erfüllte, aber auch nicht (mehr) zurücktreten konnte.

## Ehrungen
- 1953: Verdienstkreuz I. Klasse des Verdienstordens der Bundesrepublik Deutschland
- 1957: Preis der Société des écrivains luxembourgeois de langue française (Gesellschaft der luxemburgischen Schriftsteller französischer Sprache) für Continuez à mourir
- 1960: Ritterkreuz des Ordens der Eichenkrone[1]
- 1970: Großkreuz des spanischen Zivilverdienstordens[2]

## Schriften
- Journal russe. Paul Bruck, Luxemburg 1946.
- Literatur und Politik. Die französischen Schriftsteller des 19. und 20. Jahrhunderts als nationale Erzieher und Verantwortungsträger. Bourg-Bourger, Luxemburg 1951 (zugleich Dissertation).
- Itinéraires. Bourg-Bourger, Luxemburg 1954.
- Continuez à mourir. Roman. De Rache, Aalter 1959.
- Itinéraires soviétiques. De Rache, Brüssel 1971.